# Doctor Dolittle (1967)
Doctor Dolittle (prt: O Extravagante Dr. Dolittle; bra: O Fantástico Dr. Dolittle) é um filme estadunidense de 1967, do gênero comédia musical, dirigido por Richard Fleischer, com roteiro de Leslie Bricusse baseado na série de livros infantis Doctor Dolittle, de Hugh Lofting.

## Sinopse
Em 1845, na cidade de Puddleby-on-the-Marsh, Inglaterra, Matthey Mugg (Anthony Newley) leva seu amigo Tommy Stubbins (William Dix) para conhecer o excêntrico Doutor Dolittle (Rex Harrison), um veterinário mundialmente reconhecido, capaz de falar as línguas de diversos animais.

## Canções
- Overture - Orchestra
- My Friend the Doctor - Matthew
- The Vegetarian - Dolittle
- Talk to the Animals - Dolittle, Polynesia
- If I Were a Man - Emma
- At the Crossroads - Emma
- I've Never Seen Anything Like It - Blossom, Dolittle, Matthew
- Beautiful Things - Matthew
- When I Look In Your Eyes - Dolittle
- Like Animals - Dolittle
- After Today - Matthew
- Fabulous Places - Dolittle, Emma, Matthew, Tommy
- Where Are the Words
- I Think I Like You - Dolittle, Emma
- Doctor Dolittle - Matthew, Tommy, Emma, the Islanders
- Something In Your Smile - Dolittle
- My Friend the Doctor (reprise) - Company

## Prêmios e indicações
| Prêmio             | Categoria                         | Recipiente                                                                   | Resultado |
| ------------------ | --------------------------------- | ---------------------------------------------------------------------------- | --------- |
| Oscar 1968         | Melhor direção artística          | Mario Chiari, Jack Martin Smith, Ed Graves, Walter M. Scott, Stuart A. Reiss | Indicado  |
| Oscar 1968         | Melhores efeitos visuais          | L. B. Abbott                                                                 | Venceu    |
| Oscar 1968         | Melhor filme                      | Arthur P. Jacobs (prod.)                                                     | Indicado  |
| Oscar 1968         | Melhor edição                     | Samuel E. Beetley, Marjorie Fowler                                           | Indicado  |
| Oscar 1968         | Melhor partitura original         | Leslie Bricusse                                                              | Indicado  |
| Oscar 1968         | Melhor trilha sonora original     | Lionel Newman, Alexander Courage                                             | Indicado  |
| Oscar 1968         | Melhor canção original            | Leslie Bricusse ("Talk to the Animals")                                      | Indicado  |
| Oscar 1968         | Melhor fotografia                 | Robert Surtees                                                               | Indicado  |
| Oscar 1968         | Melhor som                        | 20th Century-Fox                                                             | Indicado  |
| Globo de Ouro 1968 | Melhor filme - comédia ou musical | Arthur P. Jacobs (prod.)                                                     | Indicado  |
| Globo de Ouro 1968 | Melhor ator - comédia ou musical  | Rex Harrison                                                                 | Indicado  |
| Globo de Ouro 1968 | Melhor ator coadjuvante           | Richard Attenborough                                                         | Venceu    |
| Globo de Ouro 1968 | Melhor trilha sonora              | Leslie Bricusse                                                              | Indicado  |
| Globo de Ouro 1968 | Melhor canção original            | Leslie Bricusse ("Talk to the Animals")                                      | Indicado  |